# Cladocarpus delicatus
Cladocarpus delicatus är en nässeldjursart som beskrevs av Bogle 1990. Cladocarpus delicatus ingår i släktet Cladocarpus och familjen Aglaopheniidae. Inga underarter finns listade i Catalogue of Life.